# Institut supérieur international du parfum, de la cosmétique et de l'aromatique alimentaire
Fundada em 1970, a Institut supérieur international du parfum, de la cosmétique et de l'aromatique alimentaire (ISIPCA) é uma escola de cosmético, instituição de ensino superior público localizada na cidade do Versalhes, França.
Campus da ISIPCA situa-se no pólo universitário da Universidade de Versalhes Saint Quentin en Yvelines. A escola é especializada em perfumes, cosméticos e aromáticos.